# José Luis Campi
José Luis Campi (Tucumán, Argentina, 27 de enero de 1971) es un exfutbolista argentino. Jugó de portero y militó en diversos clubes de Argentina, Chile y Canadá.

## Clubes
| Club                        | País      | Año       |
| --------------------------- | --------- | --------- |
| Atlanta                     | Argentina | 1990-1995 |
| Gimnasia y Esgrima de Jujuy | Argentina | 1995-1998 |
| Cobreloa                    | Chile     | 1999      |
| Platense                    | Argentina | 2000      |
| Deportes Concepción         | Chile     | 2000-2002 |
| Platense                    | Argentina | 2002      |
| Deportes Puerto Montt       | Chile     | 2003      |
| Edmonton Aviators           | Canadá    | 2004      |
| Altos Hornos Zapla          | Argentina | 2004      |
| Gimnasia y Esgrima de Jujuy | Argentina | 2005-2007 |
| Talleres de Perico          | Argentina | 2007-2008 |
| Juventud Antoniana          | Argentina | 2008-2010 |